# Gerš Ickovič Budker
Gerš Ickovič Budker (in russo Герш И́цкович Бу́дкер?; Murafa, 1º maggio 1918 – Novosibirsk, 4 luglio 1977) è stato un fisico sovietico.
Nacque nell'allora uezd di Jampil'. Il padre venne ucciso in un pogrom durante la guerra civile russa e fu cresciuto dalla madre. Compì i primi studi a Vinnycja per poi laurearsi in fisica matematica all'MGU.
Fu uno studioso di fisica nucleare e degli acceleratori e fondatore nel 1959 dell'istituto di fisica nucleare che oggi porta il suo nome.